# Lamborghini Sián
Lamborghini Sián är en superbil som den italienska biltillverkaren Lamborghini introducerade på bilsalongen i Frankfurt i september 2019.
Sián är Lamborghinis första hybridbil. Lamborghinis traditionella tolvcylindriga sugmotor har kompletterats med ett 48 V mildhybridsystem med en elmotor på 35 hk inbyggd i växellådan. Tillsammans ger motorerna en systemeffekt på 819 hk. Modellen är baserad på Lamborghini Aventador. Den kommer att byggas i 63 exemplar och samtliga är redan sålda.